# Fiamignano
Fiamignano è un comune italiano di 1 155 abitanti del Lazio, in provincia di Rieti, e più precisamente nel Cicolano, sopra la valle del Salto. Fino al 1927 ha fatto parte della provincia dell'Aquila, in Abruzzo; in precedenza, per oltre 600 anni (dal 1233 al 1861) era stato parte integrante del giustizierato d'Abruzzo e della provincia Abruzzo Ulteriore Secondo, nel distretto di Cittaducale, con L'Aquila come capoluogo.

## Geografia fisica

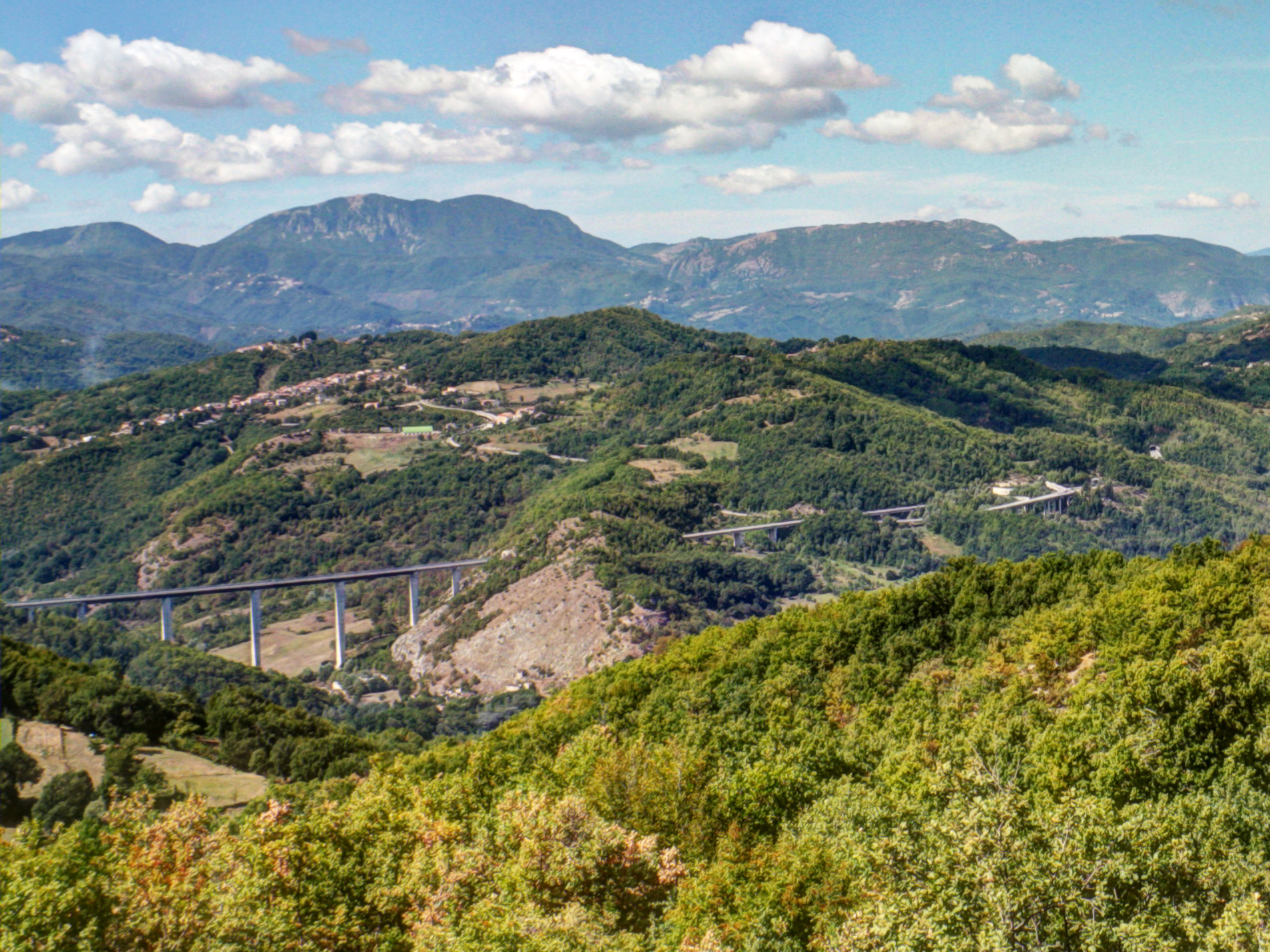
La strada statale 578 Salto Cicolana con dietro il monte Cervia e il monte Navegna (Monti Carseolani)

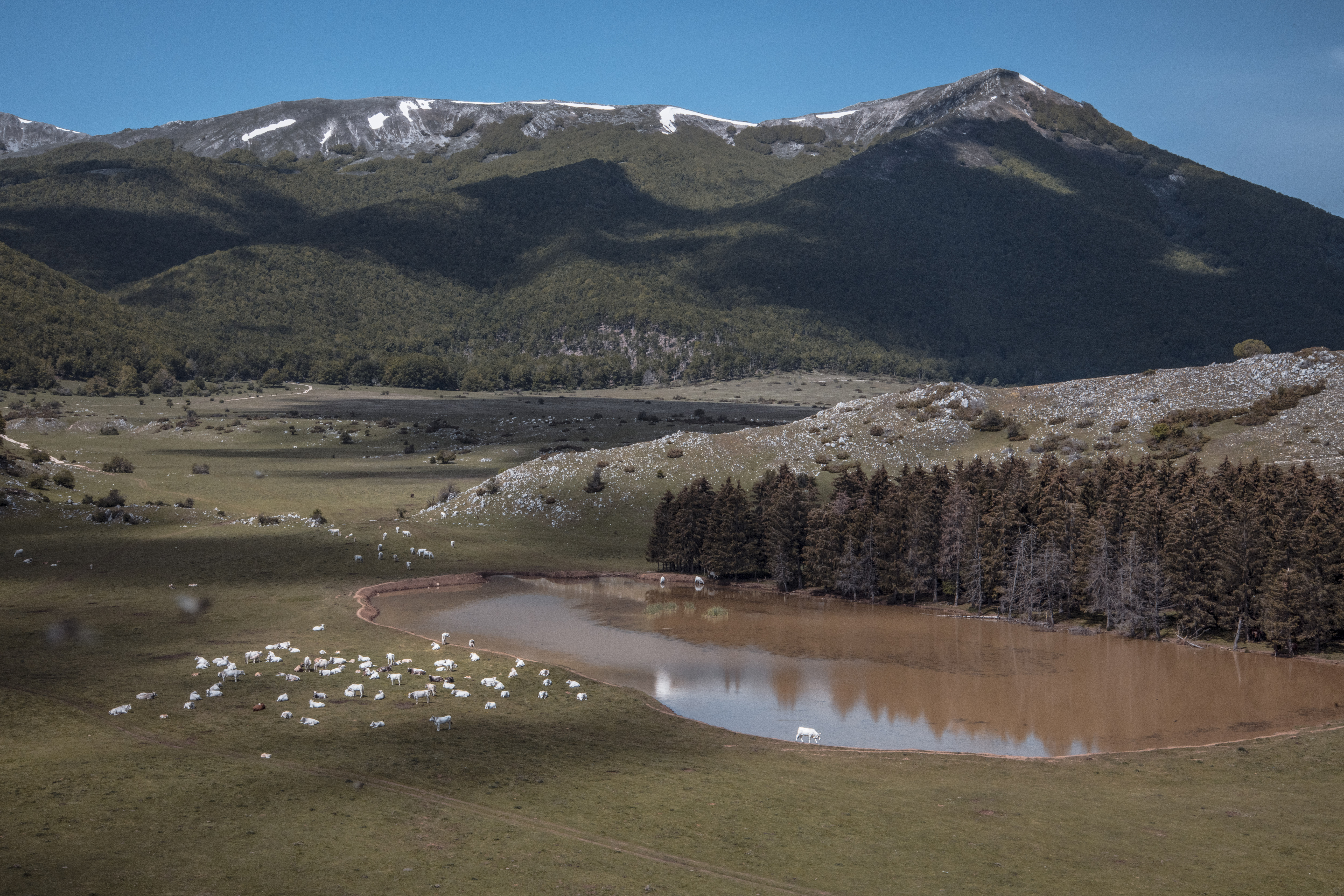
Il lago di Cornino sotto il gruppo montuoso del Monte Nuria

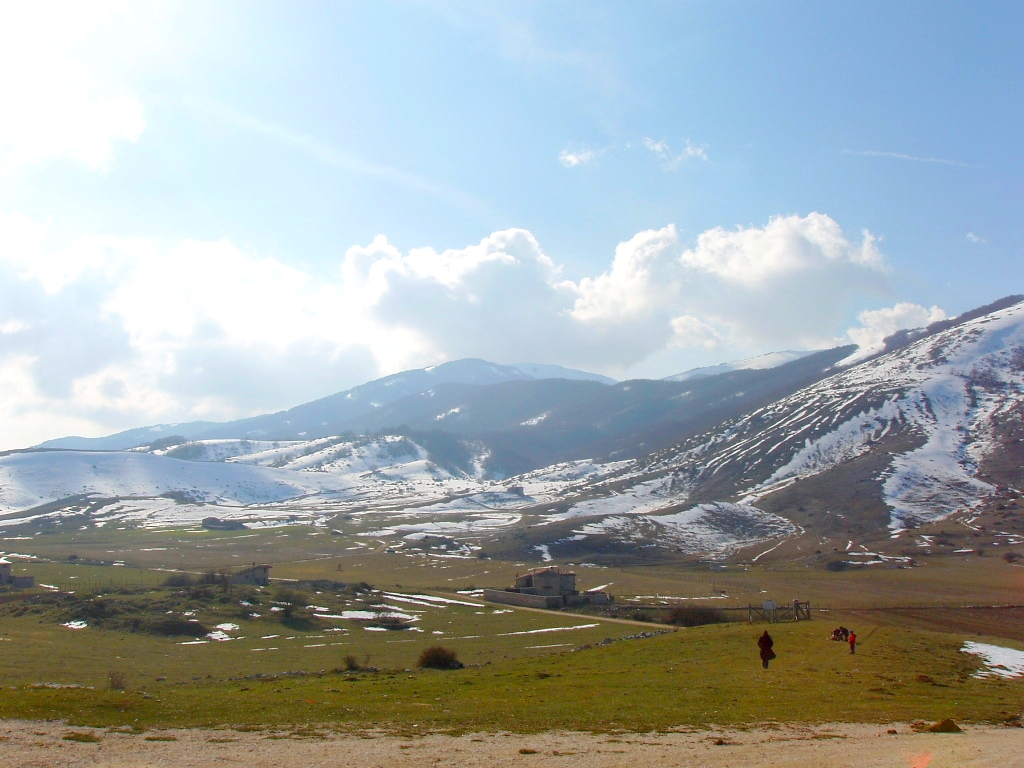
L'altopiano di Rascino in inverno

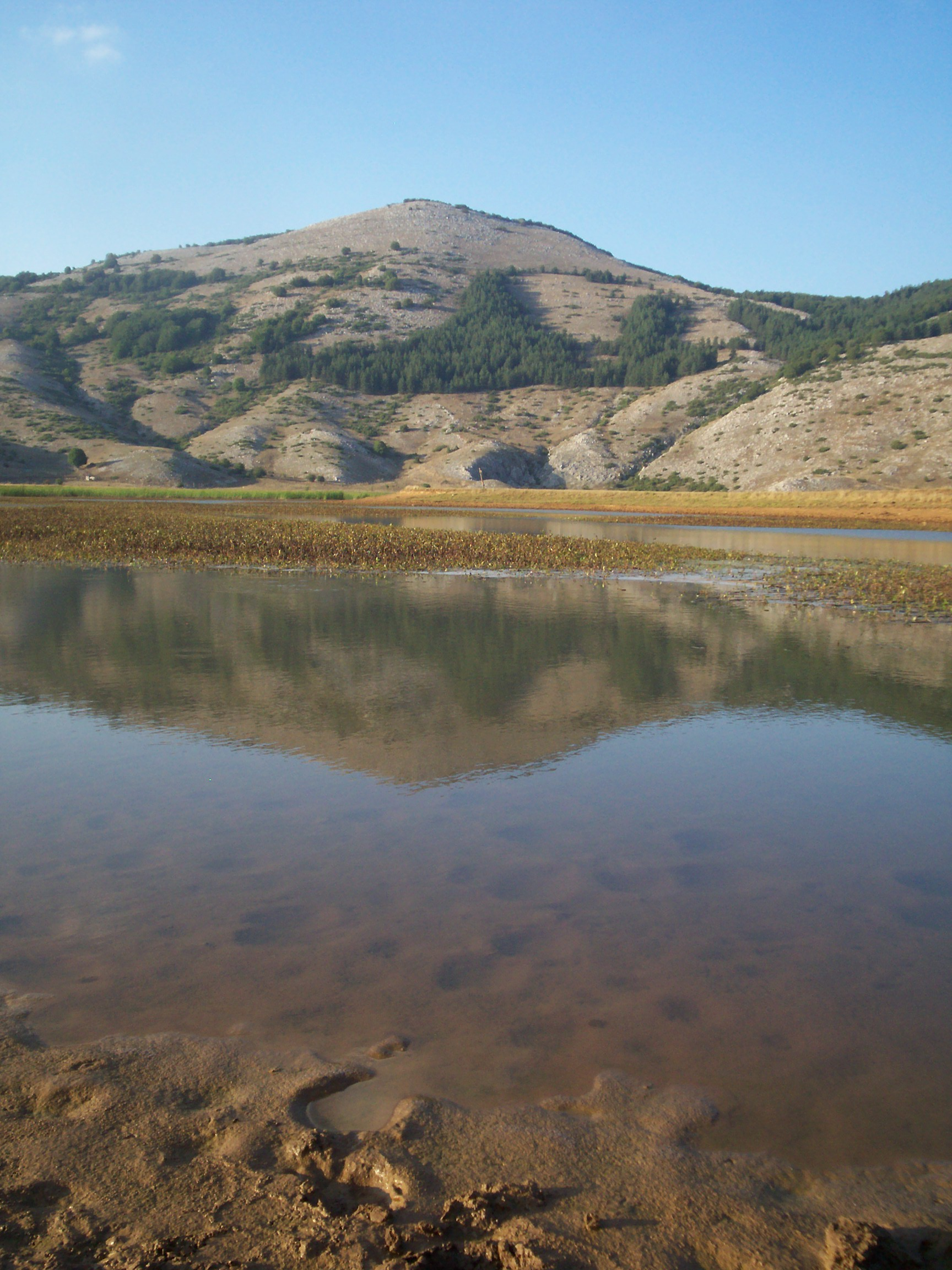
Il lago di Rascino

### Territorio
Situato a quasi mille metri di altitudine, è il comune più elevato dei quattro in cui è divisa la Valle del Salto con il territorio costituito prevalentemente da montagne ricoperte prevalentemente da querce, faggi e abeti.
Tra i monti Serra, Tra Le Serre e Nuria (gruppo dei Monti del Cicolano) si estendono i tre famosi altopiani di Rascino, Cornino e d'Aquilente (con i tre piccoli laghi, Lago di Rascino, Lago di Cornino e Lago dell'Aquilente) dove, durante il periodo invernale, si può praticare lo sci di fondo e altre attività mentre in estate e in primavera è luogo ideale per le escursioni in montagna (a piedi, a cavallo e mountain bike). Anche il Lago del Salto ricade in parte nel territorio del comune.
Flora e Fauna
La fauna è composta principalmente da lupi (ormai anche nel fondovalle), volpi, cinghiali, conigli e lepri. Il territorio è famoso per la numerosa quantità di funghi di varie specie che si possono trovare negli altopiani; copiosa è anche la coltivazione di lenticchie.

### Clima
Classificazione climatica: zona F, 3163 GR/G

## Storia

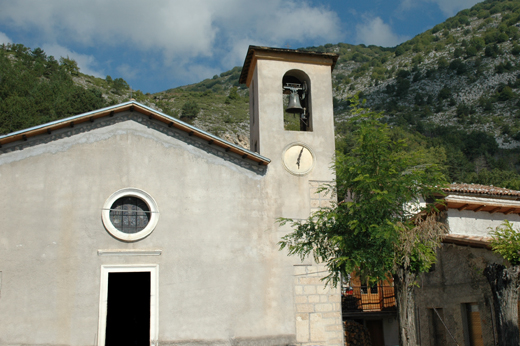
Chiesa dei Santi Fabiano e Sebastiano

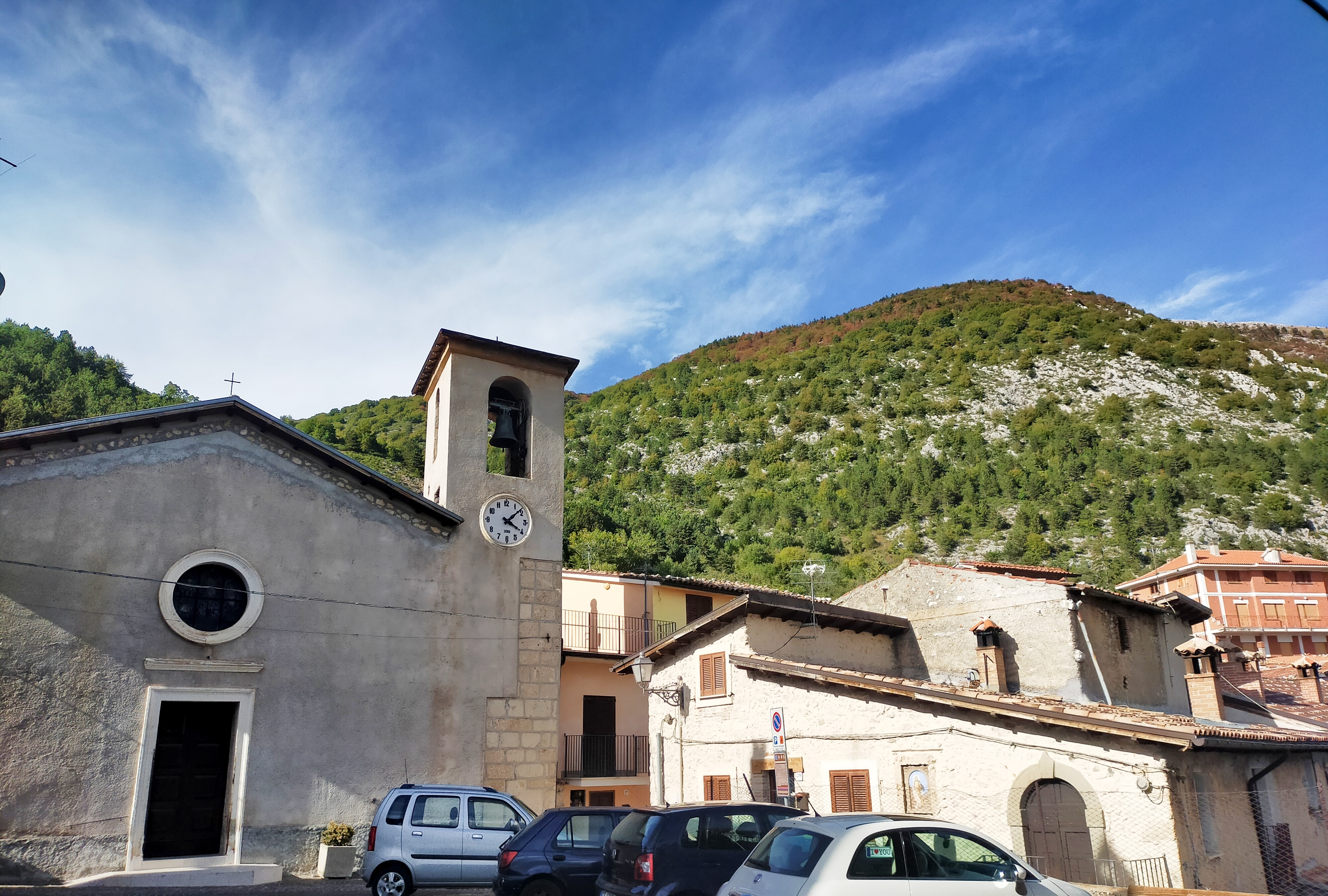
Chiesa parrocchiale e centro storico

### Epoca romana
A Fiamignano, secondo alcuni storici, sorgeva l’antica città equicola di Cliternia, che in epoca romana raggiunse lo status di municipium, qui recentemente identificata . Poche sono le notizie a riguardo di Cliternia nelle fonti letterarie. Da Plinio sappiamo soltanto che questa città sorgeva in territorio equicolo. Il Coarelli ricorda che “a Fiamignano e nelle frazioni adiacenti sono numerosi iscrizioni (alcune di magistrati) che mostrano l’importanza di questo vicus, probabilmente il più notevole dell'area”. Nella piazza di Fiamignano si conserva l'iscrizione dei censori Marci Lartiedi Sabini, padre e figlio, relativa alla costruzione di un acquedotto ed ai restauri di un fanum. 
Altra epigrafe menziona un certo Sellusius Certus, questore e duumviro di Cliternia . 
La fondazione romana di Cliternia risale ad età repubblicana e viene collegata alla conquista romana del territorio equicolo del 302 a.C. Il territorio della Res publica Aequiculanorum doveva terminare ad ovest presso Rieti in corrispondenza dei monti dei Balzi, nella frazione di Grotti di Cittaducale. Il fiume Salto invece doveva costituire il confine naturale che divideva il territorio di Cliternia da quello di Nersae.
Il territorio di Fiamignano era costellato da santuari romani in opera poligonale. 
Sul monte Aquilente, in località Sant'Angelo, è presente un terrazzamento in opera poligonale che recinge un’area grossomodo rettangolare, grande circa 35 x 14 metri. L’opera poligonale è di IV maniera e viene datata alla fine del II secolo a.C. 
La posizione di questo santuario equicolo, posto a ben 1.350 metri di altezza, lo colloca in posizione dominante sull’intero ager Aequiculanus, su cui affacciava la fronte stessa del santuario. Un’epigrafe rinvenuta nella sottostante frazione di S. Agapito permetterebbe di attribuire questo santuario a Giove Ottimo Massimo, il cui culto in effetti era diffuso nelle località romane di altura . La menzione nell’epigrafe di altri “dei e dee”, rimasti anonimi, lascia intendere che qui si veneravano diverse divinità locali. 
Nel 1966 venne eretta sul posto una chiesetta alpina, adiacente a quella medievale di S. Angelo in Cacumine (andata distrutta). In quella circostanza venne riportato alla luce un cippo di calcare inscritto, il quale menziona quattro comunità vicane che alla fine del II secolo a.C. donarono al santuario ben 135 nummi (monete) d’argento.
Nella frazione di Marmosedio, la chiesa medievale di S. Lorenzo in Fano sorge al di sopra di un terrazzamento in opera poligonale di III maniera, databile alla fine del II secolo a.C. e conservato oggi per una lunghezza di 32 metri. Il toponimo Fano induce ad interpretare le mura come sostruzioni per un tempio equicolo (fanum) ed indicare una continuità religiosa tra l’epoca romana ed il Medioevo, quando sullo stesso luogo venne eretta la chiesa benedettina di S. Lorenzo in Fano. Al tempio equicolo appartenevano probabilmente alcune colonne conservate all’interno della chiesa, nonché un capitello dorico (trafugato) ed un rocchio di colonna, riutilizzato oggi per sorreggere l’acquasantiera.
Apparteneva all’antica Cliternia anche il santuario equicolo con mura in opera poligonale di Alzano, nel contemporaneo comune di Pescorocchiano.

### Medioevo ed età moderna
Nel 591, con la conquista Longobarda operata da Ariolfo, Duca di Spoleto, Fiamignano così come il resto del territorio viene annesso al Ducato di Spoleto, costituendo così il castaldato Cicolano.
L'originario nucleo del paese si formò nel secolo IX intorno alla Rocca di Poggio Poponesco, a circa 1 km dall'attuale centro, sorta per la difesa in seguito alle invasioni saracene. Oggi si conservano i resti della Rocca, che sorge su speroni rocciosi del Monte Serra, sulla cui cima era situata anche la chiesa di Sant'Angelo "In cacumine montis". Intorno all'alta torre del castello di Poggio Poponesco furono costruite case in pietra a protezione della fortificazione e la chiesa di Santa Maria del Poggio. In seguito alla distruzione del castello la popolazione si riunì in un luogo più basso, dando vita ad un secondo insediamento che ebbe il nome di Fiamignano. La frazione di Mercato (che sorge al di sotto di Poggio Poponesco), dotata di una curtis e dell'antico foro, era il luogo di scambio commerciale fra umbri, sabini e abruzzesi fino all'Ottocento ed inoltre il luogo di esercizio delle funzioni religiose.
Nel 1226, durante le lotte fra l'imperatore Federico II di Svevia e la Chiesa, il feudo comprendente Fiamignano passò dai Mareri alla famiglia Colonna. Più tardi, con il cambiamento della politica papale nei confronti degli Angioini (di cui i Mareri erano saldi sostenitori), i Mareri cercarono di rientrare in possesso delle loro terre, ma le truppe ribelli distrussero completamente il castello di Poggio Poponesco nel 1283 (oggi rimangono soltanto i resti della torre difensiva e parte delle mura di difesa).
Dopo la distruzione, cominciò a svilupparsi l'attuale paese di Fiamignano che con l'avvento di Carlo II d'Angiò, tornò di nuovo ai Mareri, compreso in un territorio molto ridotto rispetto al feudo originario, fino al 1523 quando Maria Costanza Mareri lo vendette al cardinale Pompeo Colonna, vescovo di Rieti. Successivamente passato ai Barberini, rimase ad essi fino al 1700. Fiamignano e Mercato furono per molto tempo un'unica entità e solo nel 1853 si ufficializzò la denominazione del comune.

### Epoca contemporanea
Fiamignano entrò a far parte del regno napoletano durante il periodo napoleonico e del distretto di Cittaducale durante la restaurazione. Con l'Unità d'Italia si registrò in tutto il Cicolano un’adesione al regno italiano, ma successive sollevazioni di quanti auspicavano un ritorno dei Borboni, placate con l’intervento dell’esercito, dettero vita nella regione al fenomeno del brigantaggio. Nel 1927 il territorio venne aggregato alla neonata provincia di Rieti. Il successivo sbarramento del Salto, per scopi idroelettrici, ha mutato la morfologia della zona, arricchendola turisticamente di uno specchio d’acqua.

## Monumenti e luoghi d'interesse

### Architetture religiose
- Chiesa dei Santi Fabiano e Sebastiano

## Società

### Evoluzione demografica
Abitanti censiti

## Amministrazione

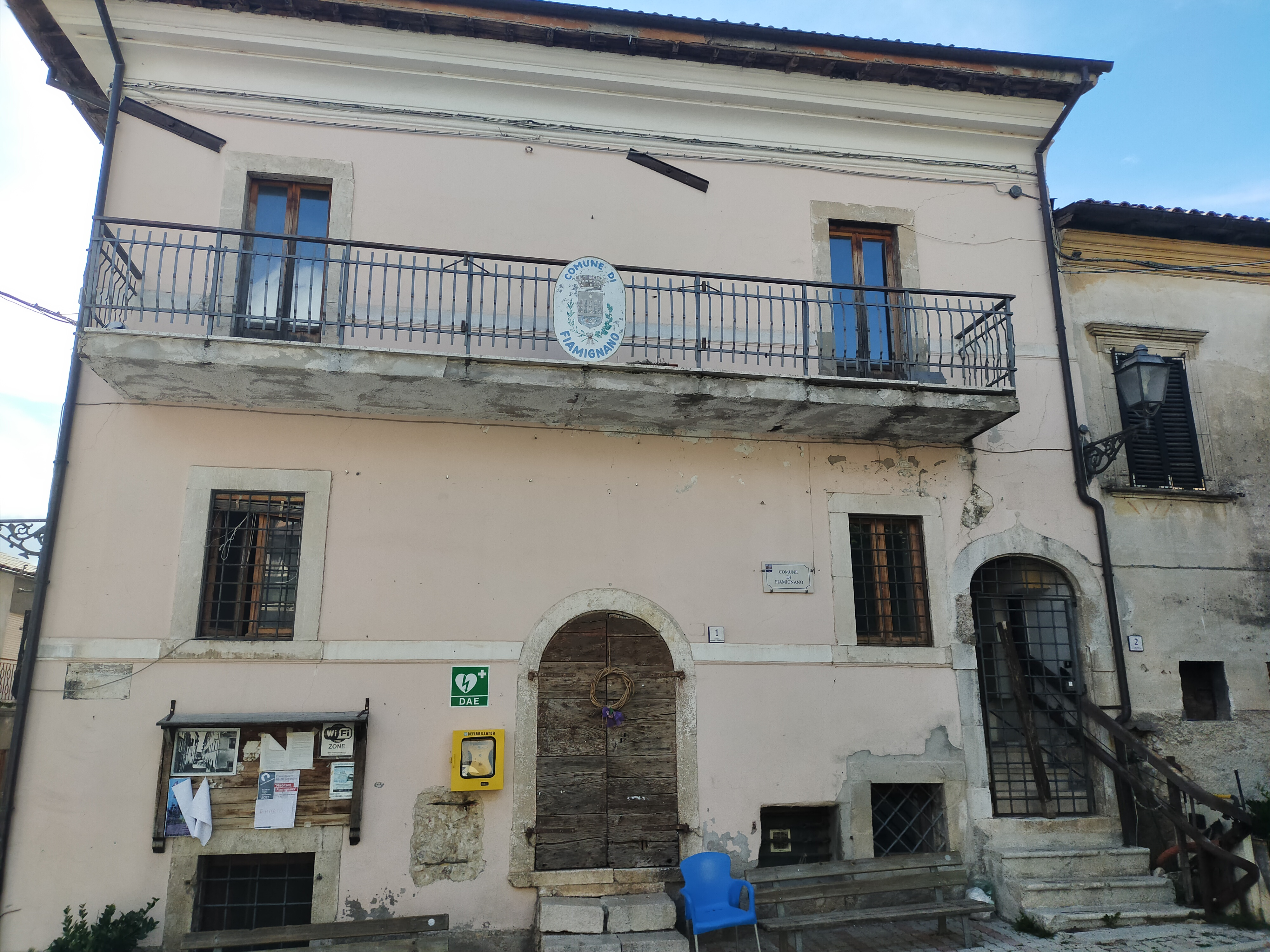
Palazzo municipale

Nel 1927, a seguito del riordino delle circoscrizioni provinciali stabilito dal regio decreto n. 1 del 2 gennaio 1927, per volontà del governo fascista, quando venne istituita la provincia di Rieti, Fiamignano passò dalla provincia dell'Aquila a quella di Rieti.
| Periodo | Periodo | Primo cittadino   | Partito      | Carica  | Note |
| ------- | ------- | ----------------- | ------------ | ------- | ---- |
| 2011    | 2016    | Filippo Lucentini | lista civica | Sindaco |      |
| 2016    | 2021    | Carmine Rinaldi   | lista civica | Sindaco |      |

### Gemellaggi
- Czosnow

### Altre informazioni amministrative
- Fa parte della Comunità montana Salto Cicolano

## Infrastrutture e trasporti

### Strade
L'arteria stradale più importante che attraversa il territorio comunale è la strada statale 578 Salto Cicolana (detta anche superstrada Rieti-Torano), una strada a scorrimento veloce che collega il comune da un lato al capoluogo Rieti, dall'altro a Torano di Borgorose dove si trova il casello autostradale "Valle del Salto" dell'autostrada A24 (con la quale si possono raggiungere agevolmente Roma, Avezzano e L'Aquila). Il comune è servito da tre svincoli: quello di Pagliara, quello di Gamagna (il più vicino al capoluogo comunale) e quello di San Paolo.
Il territorio comunale è attraversato inoltre da due tortuose strade provinciali, che garantivano i collegamenti tra Rieti e Torano prima della costruzione della superstrada: una è la strada provinciale n. 22 (detta anche "Cicolana Alta"), che passa all'interno del centro abitato di Fiamignano seguendo un percorso a mezzacosta sulla montagna; l'altra è la strada provinciale n. 67 (detta anche "Cicolana Bassa"), che dopo aver seguito la costa del lago del Salto risale fino ad incontrare la Cicolana Alta nella frazione di Santa Lucia; quest'ultima è anche il punto di origine della strada provinciale Amiternina, che collega Fiamignano al comune aquilano di Tornimparte.